# Văn hóa Bành Đầu Sơn
Văn hóa Bành Đầu Sơn (彭頭山文化) (k. thế kỷ 76—k. thế kỷ 62 TCN) là một nền văn hóa Thời kỳ đồ đá mới tập trung chủ yếu ở xung quanh khu vực trung lưu của sông Dương Tử, tây bắc Hồ Nam, Trung Quốc. Văn hóa này cùng thời với văn hóa Bùi Lý Cương (裴李崗文化) ở phía bắc khu vực văn hóa này. Địa điểm khảo cổ nền văn hóa Bành Đầu Sơn tọa lạc tại Bành Đầu Sơn và Bát Thập Đang ở huyện Lễ, địa cấp thị Thường Đức, tỉnh Hồ Nam. Đây là nơi có làng định cư sớm nhất chưa được khám phá ở Trung Quốc. Di chỉ này được khai quật năm 1988. Di chỉ Bành Đầu Sơn đã từng là rất khó để xác định niên đại chính xác, với độ biến động lớn về niên đại trong phạm vi từ 9.000 TCN tới 5.500 TCN.
Ở di chỉ này, các nhà khảo cổ đã phát hiện ra đồ gốm, lúa nước có niên đại 8.200 TCN - 7.800 TCN. Kích cỡ hạt lúa ở đây lớn hơn lúa mọc hoang nhưng người ta vẫn chưa khám phá ra công cụ canh tác. Tuy nhiên, người ta cũng phát hiện các công cụ gieo trồng lúa ở các địa điểm khác có liên hệ với nền văn hóa Bành Đầu Sơn.